# Martin Probst
Martin Probst (* 1967 in München) ist ein deutscher Filmkomponist und Musiker.
Martin Probst studierte von 1990 bis 1995 klassisches Schlagwerk, Jazzdrums und Klavier am Richard-Strauss-Konservatorium München. Nach dieser Zeit war er als Jazzdrummer tätig. Seit Ende der 1990er Jahre komponiert er für Filme und fürs Fernsehen.

## Filmografie (Auswahl)
- 2000: Fußball ist unser Leben
- 2001: Mädchen, Mädchen
- 2002: Wen küsst die Braut?
- 2006: Tatort: Das letzte Rennen
- 2009: Für meine Kinder tu’ ich alles
- 2010: Friendship!
- 2011: Eine ganz heiße Nummer
- 2011: Föhnlage. Ein Alpenkrimi
- 2012: Vatertage – Opa über Nacht
- 2012: Herzversagen
- 2013: Dora Heldt: Ausgeliebt
- 2013: Dampfnudelblues
- 2013: Beste Bescherung
- 2014: Winterkartoffelknödel
- 2014: Zu mir oder zu dir?
- 2015: Tatort: Côte d’Azur
- 2015: Mein gebrauchter Mann
- 2016: Schweinskopf al dente
- 2016: Was im Leben zählt
- 2016: Ich will (k)ein Kind von Dir
- 2016: Hilfe, wir sind offline!
- 2017: Grießnockerlaffäre
- 2018: Bella Block: Am Abgrund
- 2018: Sauerkrautkoma
- 2018: Pauls Weihnachtswunsch
- 2019: Balanceakt
- 2019: Leberkäsjunkie
- 2019: Eine ganz heiße Nummer 2.0
- 2019: Das Quartett: Der lange Schatten des Todes
- 2020: Das Quartett: Das Mörderhaus
- 2020: Das Glaszimmer
- 2021: Kaiserschmarrndrama
- 2021: Das Quartett: Die Tote vom Balkon
- 2022: Das Quartett: Dunkle Helden
- 2022: Guglhupfgeschwader
- 2024: Wilsberg: Blinde Flecken
- 2024: Wilsberg: Datenleck
- 2025: Auf der Walz – Drei Jahre und ein Tag (Fernsehfilm)